# رالی کرواسی ۲۰۲۱
رالی کرواسی ۲۰۲۱ یک رویداد اتومبیل رانی برای خودروهای رالی بود که طی چهار روز بین ۲۲ و ۲۵ آوریل ۲۰۲۱ برگزار شد. این رالی چهل و پنجمین دوره رالی کرواسی را رقم زد و اولین باری بود که این رویداد به عنوان یک دور از مسابقات رالی قهرمانی جهان برگزار می‌شد. این رویداد سومین دور از مسابقات رالی قهرمانی جهان ۲۰۲۱، مسابقات قهرمانی رالی جهان-۲ و قهرمانی رالی جهان-۳ بود. همچنین اولین دور از مسابقات رالی قهرمانی جوانان جهان در سال ۲۰۲۱ نیز بود. رویداد ۲۰۲۱ در زاگرب در شهر منطقه زاگرب برگزار شد و بیش از بیست مرحله ویژه با مجموع مسافت کلی ۳۰۰٫۳۲ کیلومتر (۱۸۶٫۶۱ مایل) برگزار شد.
سباستین اوژیه و جولین اینگراسیا با اختلاف ۰٫۶ ثانیه‌ای نسبت به هم‌تیمی‌های خود، الفین ایوانز و اسکات مارتین، در این رالی به پیروزی رسیدند. این نتیجه پس از رالی اردن ۲۰۱۱ و رالی نیوزیلند ۲۰۰۷ عنوان سومین کمترین فاصله پیروزی در تاریخ شناخته می‌شود، مادس اوستبرگ و تورستین اریکسن در دسته رالی قهرمانی جهان ۲ (WRC-2) پیروز شدند، در حالی که کایتان کایتانوویچ و ماچیژ شچپانیاک در کلاس رالی قهرمانی جهان ۳ (WRC-3) برنده شدند. همچنین تیم بریتانیایی جان آرمسترانگ و فیل هال در کلاس رالی قهرمانی نوجوانان جهان به مقام اول دست یافتند.